# Дадлі Ніколс
Дадлі Ніколс (англ. Dudley Nichols; 6 квітня 1895, Вапаконета, штат Огайо, США — 4 січня 1960, Голлівуд, Каліфорнія, США) — американський сценарист, продюсер і кінорежисер.

## Біографія
Закінчив університет Мічігану. З 1929 року — у Голлівуді. Фільми за його сценаріями ставили такі режисери як Джон Форд, Говард Гоукс, Фріц Ланг, Жан Ренуар, Рене Клер. Багато його картин стали етапними в історії американського кінематографа. Писав також сценарії вестернів.
Ніколс став першою людиною, хто відмовився від премії Оскар, він зробив це на знак протесту проти страйку сценаристів і через те, що Академія не визнавала Гільдію сценаристів.

## Вибрана фільмографія
- 1930 — Диявол з жінкою
- 1943 — Повітряні сили